# Mathilde Fröhlich

Mathilde Fröhlich als „Athene“ an der Dresdner Oper

 Mathilde Fröhlich (* 19. Juli 1867 in Wien; † 8. November 1934 ebenda) war eine österreichische Opernsängerin in der Stimmlage Alt.

## Leben
Die Tochter des Wiener Lehrers Carl Fröhlich und seiner Ehefrau Antonie erhielt von ihrem Vater ihre erste musikalische Ausbildung. Sie studierte ab September 1879 mit Unterbrechungen bis 1888/89 am Konservatorium  der Gesellschaft der Musikfreunde in Wien. Zu ihren Lehrern gehörten die Gesangspädagogin Selma Nicklass-Kempner (1850–1928) und für die dramatische Darstellung Leo Friedrich (1842–1908).

### Hofopernsängerin in Dresden
Am 1. März 1890 sang die Absolventin des Wiener Konservatoriums in der Dresdner Oper zur Probe vor: Die Orpheaus-Arie von Gluck „Ach ich habe sie verloren“ und die Segen-Arie aus dem Propheten von Giacomo Meyerbeer. Ihr Debüt gab sie am 13. März 1890 als die „Fee Morgana“ in Goldmarks Oper Merlin.
An der Hofoper Dresden wirkte Mathilde Fröhlich am 20. März 1901 zusammen mit den Sängern Friedrich Plaschke (* 1875), Charlotte Huhn (* 1865), Marie Wittich (* 1868), Ernst Wachter (* 1872) Rudolf Jäger (* 1875), Karl Scheidemantel (* 1859), Erika Wedekind (* 1868), Irene von Chavanne (* 1863) in der Aufführung der Tragödie Nausikaa von August Bungert (1845–1915) aus dem Zyklus Homerische Welt unter dem Dirigenten Ernst von Schuch mit.  Der Dresdner Musikkritiker Roeder lobte ihre künstlerischen Eigenschaften und auch ihre Bühnenerscheinung, insbesondere ihr „vorteilhaftes Äußeres“ und die „hohe schlanke Gestalt“.
Mathilde Fröhlich war Mitglied in der Genossenschaft Deutscher Bühnen-Angehöriger.

### Gastspiel in London
Der Hamburger Operndirektor Bernhard Pollini wurde auf die Künstlerin aufmerksam und vermittelte ihr 1892 ein Gastspiel in London, für das sie von der Dresdner Oper die notwendige Freistellung bekam. An der Londoner Covent Garden Oper sang Fröhlich in Richard Wagners Ring des Nibelungen unter der Leitung von Gustav Mahler die Rheintöchter, Erda und eine Walküre. Sie trat auch in einem Wagner-Konzert in der Londoner St. James's Hall auf.
Nach der Rückkehr aus England an die Dresdner Oper sang Fröhlich die Rheingold-Erda und eine Partie in Rubinsteins Kindern der Heide sowie Puk in Oberon ebenso weitere Opernfiguren wie Maddalena in Rigoletto und Lucia in Cavalleria rusticana. Als Sängerin wirkte sie bei Kirchenkonzerten mit, zum Beispiel in Chemnitz mit der Arie: Se i mici Sospiri, die Stradella  zugeschrieben wurde, und mit dem Lied „Sei stille dem Herrn“ aus Mendelssohns Elias.

### Weggang von der Dresdner Oper
Nach ihrer Heirat 1901 nahm die Künstlerin Fröhlich den Namen ihres Ehemannes, dem späteren Wiener Rayonsinspektor Otto Kolbe, an und beendete die berufliche Laufbahn als Opernsängerin in Dresden. Sie lebte mit ihrem Mann Otto Kolbe († 1932) sowie einer Tochter und den Eltern, Antonie und Carl/Karl Fröhlich († 1904), wieder in ihrer Geburtsstadt Wien, zuletzt als Witwe und Pensionärin in der Cumberlandstraße.
Am 12. November 1934 wurde sie auf dem Zentralfriedhof in Wien begraben.
Der österreichische Klarinettist, Komponist und Hochschullehrer Alfred Prinz (1930–2014) war ihr Enkel.